# Parc national de Tbilissi
Le parc national de Tbilissi est l'un des neuf parcs nationaux de Géorgie, situé au nord de la capitale Tbilissi. La ville historique de Mtskheta se trouve juste à l'extérieur de la limite ouest du parc. Crée en 1973 sur l'ancienne réserve nationale Saguramo (établie en 1946 et tirant son nom de la chaîne de montagnes éponyme), il s'agit du plus ancien parc national de Géorgie. Il s'étend sur 232,18 km2.

## Description
Le climat du parc est typique des zones humides. L'hiver est froid et modérément long de l'été.[pas clair] La moyenne annuelle des précipitations est de 523 à 720 mm. Les températures varient d'une moyenne de -0,50 °C en janvier à une moyenne de +24,1 °C en août. D'un point de vue géomorphologique, la zone est riche en en formations rocheuses, collines, pentes et gorges. La flore du parc est assez variée, tout comme la faune. On y recense en effet 675 espèces de plantes, dont 104 espèces d'arbres et arbustes et de nombreux mammifères, tels que le renard roux, l'ours brun, le lynx boréal, le cerf élaphe ou encore diverses espèces de rapaces tels que l'épervier d'Europe, l'épervier à pieds courts, l'aigle criard et de serpents (Coronella austriaca, Natrix natrix, Zamenis longissimus...).